# Stazione di Pietrarsa-San Giorgio a Cremano
La stazione Pietrarsa-San Giorgio a Cremano è una fermata ferroviaria posta sulla linea Napoli-Battipaglia; serve la località di Pietrarsa, posta tra Napoli, San Giorgio a Cremano e Portici

## Storia
La fermata venne attivata nel 1916. All'epoca Pietrarsa faceva parte del comune di San Giovanni a Teduccio.

## Strutture e impianti
La fermata dispone di un fabbricato viaggiatori facente anche da casa cantoniera per l'adiacente passaggio a livello, di due binari passanti per il traffico passeggeri più un terzo tronco: questo era a servizio dell'adiacente OGR Pietrarsa (di origine borbonica e nato come opificio a servizio della prima linea ferroviaria italiana, ovvero la Napoli-Portici del 1839) al quale vi si accedeva attraverso un cancello, normalmente chiuso, seguito da una piattaforma a settore di circonferenza la quale, a sua volta, metteva in comunicazione col binario che collegava, e che ancora collega, con il fascio binari interno all'officina. Tale tronchino serve saltuariamente al museo nazionale ferroviario, nato dalla riconversione della vecchia Officina. A servizio dei binari vi sono due banchine unite da un sottopassaggio.